# Hylonycteris underwoodi
Hylonycteris underwoodi es una especie de murciélago de la familia Phyllostomidae. Es el único miembro del género monotípico Hylonycteris.

## Distribución geográfica
Se encuentra en Belice, Guatemala, México, Nicaragua y Panamá.